# 亀高素吉
亀高 素吉（かめたか そきち、1926年4月14日 - 2012年10月1日）は、元神戸製鋼所社長・会長。

## 来歴
神戸市出身。1946年に兵庫県立神戸経済専門学校を卒業、さらに1950年に神戸経済大学（現神戸大学）を卒業後、神戸製鋼所に入社。
1977年に取締役に就任。その後、常務、専務、副社長を経て、1987年に社長に就任した。社長在任時代、USスチール、テキサス・インスツルメンツ(TI)、アルミナム・カンパニー・オブ・アメリカなどとの合弁事業を展開し、複合経営化を推進した。1996年から1998年までは会長を歴任。
また、秘書室長だった頃から、ラグビー部（現在の神戸製鋼コベルコスティーラーズ）の強化に尽力。クラブハウスやグラウンドなどの整備を進め、さらに、自ら林敏之、大八木淳史、平尾誠二らの獲得に乗り出して入社させ、後に達成することになる日本ラグビーフットボール選手権大会及び全国社会人ラグビーフットボール大会の7連覇の土台を作った。また、両大会の連覇中、戦いを終えたフィフティーンとともに写真に写る当人の姿が必ず見られた。
会長を退任後、北里大学大学院の薬学研究科に入学、2008年、糖尿病性の白内障治療に関する研究により、82歳の年齢で同大学院の薬学博士号を取得した。
2012年10月1日、肺炎のため死去。86歳没。